# Malcevske, Ustînivka
Malcevske (în ucraineană Мальчевське) este un sat în comuna Dokuceaieve din raionul Ustînivka, regiunea Kirovohrad, Ucraina.

## Demografie
Componența lingvistică a localității Malcevske
     Ucraineană (96,57%)
     Rusă (2,29%)
     Alte limbi (1,14%)
Conform recensământului din 2001, majoritatea populației localității Malcevske era vorbitoare de ucraineană (96,57%), existând în minoritate și vorbitori de rusă (2,29%).